# FAD
Denna artikel handlar om den biokemiska termen. För yrkesrollen, se regiassistent.
Inom biokemi är FAD (flavin-adenin-dinukleotid) en prostetisk grupp som i likhet med NAD+ fungerar som vätebärare i citronsyracykeln. FAD tar upp två väteatomer och bildar FADH2. Väteatomerna kan sedan avges för att bygga upp energibäraren ATP eller i processer där något ämne ska reduceras med väte.
- En av byggstenarna i FAD är koenzymet FMN, detta är i sin tur baserat på riboflavin.
- I beta-oxidationens andra steg och i citronsyracykelns sjätte steg reduceras FAD till FADH2.
- I mitokondriemembranet sitter enzymer som oxiderar FADH2 till FAD. Reaktionen genererar i slutändan 1,5 ATP per FADH2.

## Historia
Flavoproteiner upptäcktes 1879 genom att man separerade beståndsdelarna i mjölken från en ko. Man såg att flavovoproteinerna hade ett gult pigment men det tog vetenskapsmännen 50 år innan de lyckades göra några framsteg i att identifiera vilka molekyler som gav upphov till den gula färgen. 1930 lanserade forskare inom koenzymforskningen flera artiklar om bland annat flavinstrukturer och dess roll i redoxreaktioner. Två tyska forskare, Warburg och Christian, upptäckte 1932 ett gult protein som krävdes för cellandningen. Kollegan Hugo Theorell lyckades separera det gula proteinet i apoenzym och ett gult pigment, samt visade att varken enzymet eller pigmentet på egen hand kunde oxidera NADH, utan att blanda dem med varandra skulle återställa aktiviteten. Theorell bekräftade att ämnet måste vara flavinmononukleotid (FMN) 1937, det var det första beviset på enzymkofaktorer.  Warburg arbetade med att koppla samman nikotinamid med hydridövergångar, upptäckten av flaviner öppnade dörrar för många forskare under 1940- och 1950-talet för att upptäcka komponenter i redox biokemi och hur de hänger samman i reaktioner som citronsyracykeln och ATP-syntes.

## Egenskaper
FAD består av två huvudgrupper: en adenosinmonofosfat och en FMN (flavinmononukleotid) som länkas tillsammans vid fosfatgrupperna. Adenin är bundet till den ringformade ribosmolekylen vid kolatom nummer ett, medan fosfatet är bundet till den femte kolatomen.

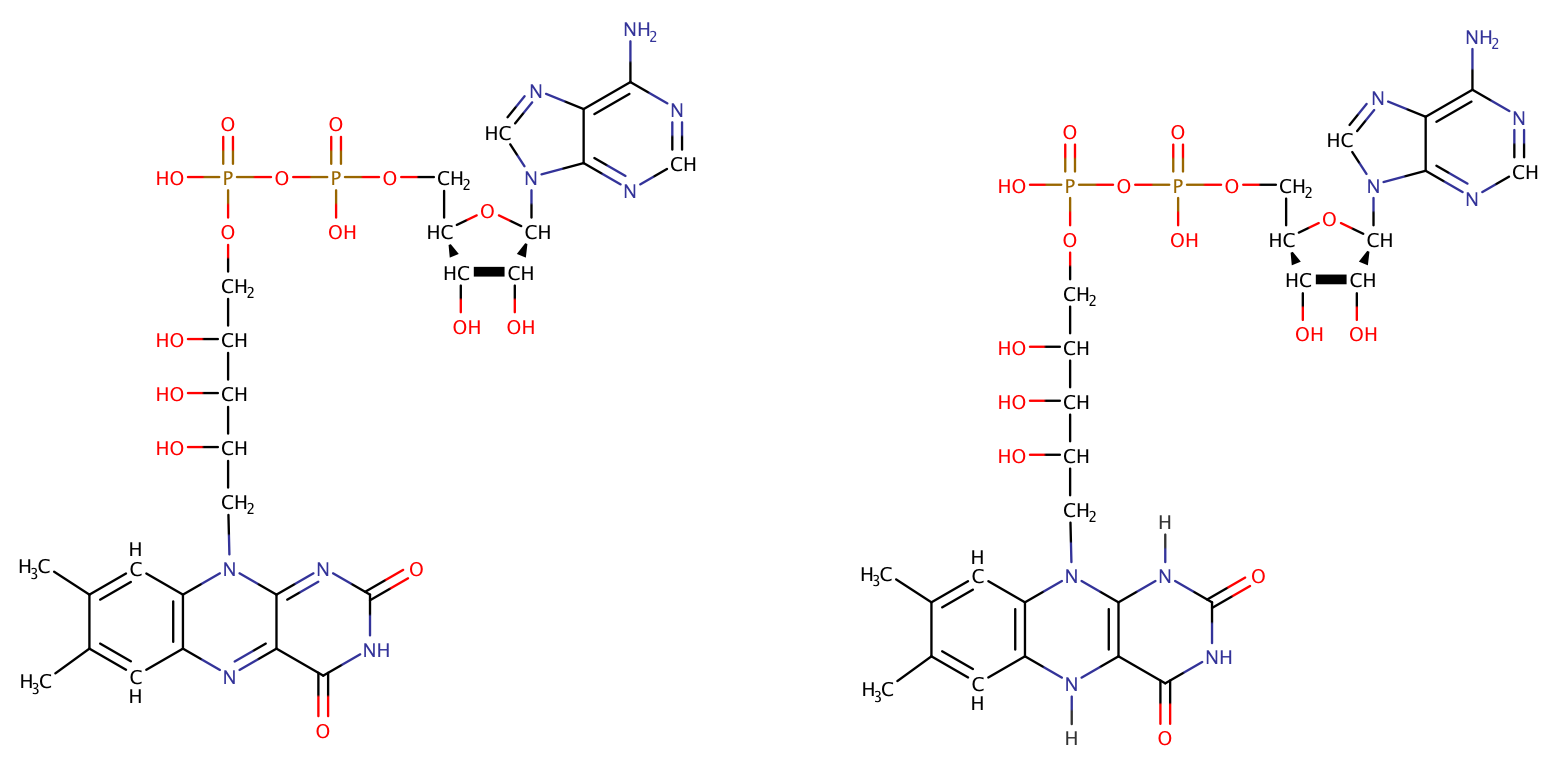
Övergång mellan FAD och FADH2

FAD kan reduceras till FADH2 genom att två H+ och två e- adderas. På motsatt vis kan FADH2 oxideras och bilda FAD då två H+ och två e- tas bort. Beroende på oxidationsstadiet kan FAD anta ett antal olika färger i vattenlösning, vid fullt oxiderad form är FAD gul, vid halvt reducerad form är FAD blå eller röd beroende på pH, helt reducerad är den färglös. Ändring av molekylens form har en stor betydelse för andra kemiska egenskaper. FAD har en aromatisk ringstruktur till skillnad från FADH2. Det innebär att FADH2 har märknadsvärt högre energi, utan det stabiliserande stöd som den aromatiska strukturen erbjuder. FADH2 är en energibärare, då den vid oxidation återfår den aromatiska strukturen och frigör den energi som krävdes för stabilisationen.

## Kemiska tillstånd
I olika biologiska system kan FAD fungera som en mottagare av H+ och e- i sitt fullt oxiderade tillstånd, en mottagare eller givare i FADH tillståndet, samt en givare i sitt reducerade FADH2 tillstånd. Bilden nedan sammanfattar de olika ändringarna som kan inträffa. 

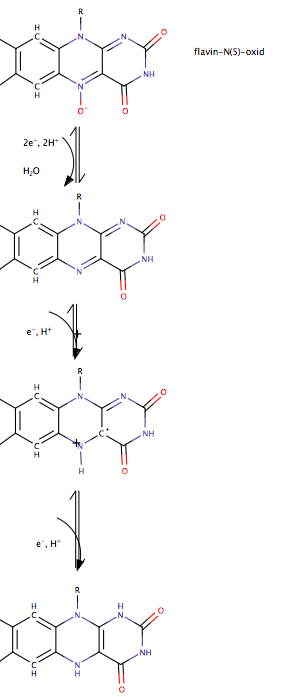

Förutom de övergångarna som visas i bilden, kan även andra former av FAD bildas. De reaktionerna innehåller transport av elektroner och upplösning av kemiska bindningar.

## Biosyntes
FAD spelar en viktig roll som en kofaktor tillsammans med FMN, en annan molekyl som kommer från riboflavin. Bakterier, svampar och växter kan producera riboflavin, medan andra eukaryoter som människan har förlorat den förmågan. Därför måste vi få i oss riboflavin, mer känt som vitamin B2, via kosten. Riboflavin absorberas i tunntarmen och transporteras sedan till celler med hjälp av bärarmolekyler. Riboflavin kinas upptar en fosfatgrupp till riboflavin för att bilda flavinmononukleotid, sedan fäster FAD-syntas en adeninnukleotid; de båda stegen kräver ATP.

## Funktion
Flavoproteinet använder den unika och mångsidiga strukturen hos flavin som katalysator i svåra redoxreaktioner. Eftersom flavin har flera redoxtillstånd, kan de ingå i processer som överför en eller två elektroner, vätekärnor eller oxoniumjoner. De stora möjligheterna till jonisering och omstrukturering av flavinet kan överges till isoalloxazinets ringstruktur samt förmågan att snabbt rubba de kinetiska parametrarna hos flavin vid bindning, inkluderat FAD.
Antalet proteiner som kräver flavin i arvsmassans kodade gener kan variera mellan 0,1 % och 3,5 %, med människor som har 90 flavoprotein kodade gener. FAD är den mest komplexa formen av flavin och tros binda till 75 % av alla flavoprotein och 84 % av alla flavoprotein som kodar människans gener.